# Filip Adwent
Filip Stanisław Adwent (n. 31 august 1955, Strasbourg, Franța – d. 26 iunie 2005, Varșovia, Polonia), a fost un om politic polonez, membru al Parlamentului European în perioada 2004-2009 din partea Poloniei. 
1. ↑   http://www.filipadwent.pl Lipsește sau este vid: |title= (ajutor)
2. ↑  Deputații în Parlamentul European